# Governo Tsipras
Na sequência do resultado das eleições legislativas na Grécia em 2015, Alexis Tsipras — líder do partido Syriza — foi empossado em 26 de janeiro de 2015 pelo presidente Karolos Papoulias para dirigir um governo de coligação — compreendendo os partidos Syriza e Gregos Independentes.
Pela voz de Yanis Varoufakis, o governo de Tsipras iria ter três prioridades imediatas: "enfrentar a crise humanitária", "lançar um programa de reformas estruturais para impulsionar o crescimento" e "renegociar a dívida".
Em 20 de agosto de 2015, motivado pelo desacordo com membros do parlamento do seu próprio partido, Tsipras renunciou e convocou eleições antecipadas. Um mês após, em 20 de setembro de 2015, o SYRIZA alcançou 35% dos votos e habilitou-se, após coalizão com o partido Gregos Independentes, a indicar Tsipras novamente para o cargo.
O governo deixou de existir em 8 de julho de 2019.

## Composição do Governo
Legenda de cores
Os membros do Governo de Alexis Tsipras desde 27 de Janeiro de 2015 até ao 20 de Agosto de 2015 foi a seguinte:
| Cargo                                                                   | Detentor              | Partido | Partido              | Início de mandato     |
| ----------------------------------------------------------------------- | --------------------- | ------- | -------------------- | --------------------- |
| Primeiro-ministro                                                       | Alexis Tsipras        |         | SYRIZA               | 26 de janeiro de 2015 |
| Vice-primeiro-ministro                                                  | Yanis Dragasakis      |         | SYRIZA               | 27 de janeiro de 2015 |
| Ministro das Finanças                                                   | Yanis Varoufakis      |         | SYRIZA               | 27 de janeiro de 2015 |
| Ministro das Finanças                                                   | Euclides Tsakalotos   |         | SYRIZA               | 6 de julho de 2015    |
| Ministro dos Negócios Estrangeiros                                      | Nikos Kotzias         |         | SYRIZA               | 27 de janeiro de 2015 |
| Ministro da Defesa Nacional                                             | Panos Kamenos         |         | Gregos Independentes | 27 de janeiro de 2015 |
| Ministro do Interior                                                    | Nikos Voutsis         |         | SYRIZA               | 27 de janeiro de 2015 |
| Ministro da Economia, Infraestrutura, Marinha Mercante e Turismo        | Giorgos Stathakis     |         | SYRIZA               | 27 de janeiro de 2015 |
| Ministro da Cultura, do Desporto, da Educação e dos Assuntos Religiosos | Aristeidis Baltas     |         | SYRIZA               | 27 de janeiro de 2015 |
| Ministro da Justiça                                                     | Nikos Paraskevopoulos |         | Independente         | 27 de janeiro de 2015 |
| Ministro do Trabalho                                                    | Panos Skourletis      |         | SYRIZA               | 27 de janeiro de 2015 |
| Ministro da Saúde e da Segurança Social                                 | Panagiotis Kouroublis |         | SYRIZA               | 27 de janeiro de 2015 |
| Ministro para a Reconstrução de Produção, Meio Ambiente e Energia       | Panagiotis Lafazanis  |         | SYRIZA               | 27 de janeiro de 2015 |
| Ministro de Estado                                                      | Nikos Pappas          |         | SYRIZA               | 27 de janeiro de 2015 |
| Ministro de Estado para a Luta contra a Corrupção                       | Panagiotis Nikoloudis |         | SYRIZA               | 27 de janeiro de 2015 |
| Ministro de Estado da Coordenação do Governo                            | Alekos Flambouraris   |         | SYRIZA               | 27 de janeiro de 2015 |
| Porta-voz do Governo                                                    | Gabriel Sakellaridis  |         | SYRIZA               | 27 de janeiro de 2015 |